# Sydney Camm
Sydney Camm, né le 5 aout 1893 à Windsor et mort le 12 mars 1966 à Richmond, est un ingénieur aéronautique anglais, surtout connu pour la conception des avions de chasse Hawker Hurricane, Hawker Typhoon et Tempest, Sea Fury et enfin du Hawker Hunter.

## Biographie
Jeune homme, il s'expérimente à l'aéronautique au Windsor Model Aeroplane Club où après avoir développé de nombreux modèles réduits, il dessine en 1912 un planeur capable de porter un homme.
En 1925, il débute chez Hawker Aircraft, à Kingston upon Thames, dans la banlieue de Londres, comme dessinateur. La compagnie s'était développée sous le nom de Sopwith Aviation Company au cours de la Première Guerre mondiale.
Bientôt, chez Hawker, il va dessiner des biplans : le Hawker Hart (cerf), premier vol 1928, et le Hawker Fury (furie), premier vol 1931. Les deux modèles donnèrent beaucoup de travail aux dessinateurs à cause de nombreuses modifications et développements de chaque modèle : pour la marine, des gouvernements étrangers, etc. Avec l'arrivée de moteurs plus puissants, il s'agissait de continuer en développant un monoplan, le Hurricane (ouragan).
Le Hawker Sea Hawk est son premier travail dans le domaine de l’aviation à réaction.